# 永井泰宇
永井 泰宇（ながい やすたか、1941年3月10日 - ）は、日本の小説家、漫画原作者、シナリオライター。
ダイナミック・プロ所属。漫画原作者としては高円寺 博（こうえんじ ひろし）のペンネームも用いた。

## 人物
中華民国（当時）の上海生まれ。後に石川県輪島市に引き揚げた。本名は永井 博。漫画家・永井豪は実弟。東京都立文京高等学校卒業。
1969年、『鮮血のバプテスマ』（永井ばく名義）で江戸川乱歩賞候補となるが、ダイナミック・プロ設立のために作家活動を一時断念した（この年の乱歩賞は森村誠一の『高層の死角』が受賞した）。
作家としての再デビューは1981年の『真・デビルマン』である。

## 著作リスト
- 『真・デビルマン』（ソノラマ文庫、1981年 - 1982年）
  - 悪魔復活編
  - 魔獣血闘編
  - 魔王血戦編
  - 逢魔偈呑（アーマゲドン）編

『デビルマン THE NOVEL』（全4巻 メディアワークス）　改題して再刊
- 『凄ノ王伝説』（カドカワノベルズ、1982年 - 1987年／のち角川文庫）　
  - 魔神誕生
  - 超能力の嵐
  - 女王の罠
  - 魔の超戦者
  - 凄ノ王出現
  - 獣人魔王
  - 暴力列島
  - 天魔襲来
  - 地底の女神
  - 太古の決戦
  - 飛翔への序奏
  - 蒼球の彼方に
- 『ゴッドマジンガー』（角川文庫、1984年 - 1984年）
全10巻
団龍彦、園田英樹と共に1巻ごとにリレー形式で執筆されている。永井は1,4,7,10巻を執筆。
- 『手天童子』（カドカワノベルズ、1986年 - 1989年）
  - 鬼の血脈
  - 鬼天使
  - 邪教の罠
  - 暗黒寺の死闘
  - 彷徨える鬼たち
  - さらば愛しき鬼たち
- 『バイオレンスジャック』（角川文庫、1986年 - 1987年）
  - 東京滅亡編
  - 関東スラム街編
- 『デビルマン 誕生編』（講談社X文庫、1987年）
- 『聖母大戦（マドンナ・ウォーズ）』（トクマノベルス、1988年 - 1991年）
  - 学園夢魔篇
  - 時空飛翔篇
  - 天魔誘惑篇
  - 魔人乱舞篇
  - 魔空決戦篇
- 『超神戦線』（カドカワノベルズ、1990年 - 1991年）
  - 永遠の緑
  - 地獄の芳香
- 『魏志倭神伝』（講談社ノベルス、1994年 - 1995年）
  - 天孫覚醒編
  - 無間血闘編
  - 紅焔女帝編
- 『39〜刑法第三十九条〜』（角川書店、1999年／のち角川文庫）
- 『フラッシュ・バック 39【刑法第三十九条】PARTII』（角川書店、2000年／のち角川文庫）
- 『カルト 39 PartIII』（角川文庫、2003年）
- 『般若心経殺人事件』（スコラ、1994年）
- 『寄席殺人伝』（講談社ノベルス、1998年）
- 『怪童丸』（富士見書房、2002年）

## 原作漫画作品

### 高円寺博 名義
- 心霊探偵オカルト団（秋田書店、画：永井豪・石川賢）
- ホームラン・コング!（講談社、画：桜多吾作）
- 快傑シャッフル（講談社/朝日ソノラマ、画：石川賢）
- 5001年ヤクザ・ウォーズ（日本文芸社/朝日ソノラマ/ワニブックス、画：石川賢）
- 青春一番（講談社、画：永井豪）
- まぼろしパンティ（集英社、画：永井豪）

### 永井泰宇 名義
- 夜逃げ屋本舗（集英社、画：柳澤一明）

## 脚註
1. ↑  永井豪記念館～輪島市について(1) Sum up 豪 mania Blog 2009年4月25日付参照